# Busl
Busl (ryska: Бусль) är ett vattendrag i Belarus.   Det ligger i voblasten Minsks voblast, i den centrala delen av landet, 80 km öster om huvudstaden Minsk.
Trakten runt Busl består till största delen av jordbruksmark. Runt Busl är det glesbefolkat, med 16 invånare per kvadratkilometer.